# 李宏雪
李宏雪（1984年3月9日—），出生於中國黑龍江省哈爾濱，是越野滑雪運動員。

## 生平
她於1998年入選黑龍江滑雪隊。自2003年起參與國際比賽，並在同年的亞洲冬季運動會取得一面銅牌。另外，還在全國冬季運動會一舉奪得三面金牌。2005年，她在世界大學生冬季運動會取一面銅牌。翌年，她在都靈冬季奧運會的女子15公里競速賽以第27名完成賽事，而在女子接力賽中，則排名第16。
2007年，李宏雪又在亞洲冬季運動會中贏得一面銀牌。2010年，她在溫哥華冬季奧運會參加了10公里自由式賽和15公里競爭賽，分別以35和37名完成比賽。在隨後一年舉行的亞洲冬季奧運會中，她在5公里古典賽和接力賽各得一面銅牌。2014年，她第三度參加冬季奧運會，在15公里競爭賽中，她排名第50。

## 資料來源
1. ↑  "越野滑雪女子10公里个人赛瑞典夺冠 李宏雪第35" （页面存档备份，存于） 2010 2 16
2. ↑  "冬奥会越野滑雪-挪威摘1金1铜 李宏雪排名第50" （页面存档备份，存于） 2014 2 8